# Advanced planning and scheduling
APS (сокр. от англ. advanced planning and scheduling — усовершенствованное планирование) — программное обеспечение для производственного планирования. Полученные, таким образом, частные расписания производственных подразделений являются взаимосвязанными с точки зрения изделия и его операций (требование SCM — Supply Chain Management, управление цепочками поставок). Требования SCM в данном случае могут соблюдаться как в пределах предприятия (межцеховые расписания), так и в отношении внешних к предприятию поставок.

## Базовые компоненты APS
APS состоит из трёх основных компонентов: Sales and Demand Forecasting (прогнозирование сбыта и спроса), Master Production Scheduling & Rough-Cut Capacity Planning (основной производственный план и общее планирование загрузки производственных мощностей), Production Planning&Finite Capacity Scheduling (планирование производства и детальное планирование загрузки производственных мощностей).

### Прогнозирование сбыта и спроса
Sales and Demand Forecasting (прогнозирование сбыта и спроса) — это модуль оперативного прогнозирования и управления запасами, который обобщает прогнозы, сгенерированные на основе «истории» спроса статистической системой, и ожидаемые пользователем изменения условий рынка по цепочке поставщиков. С помощью модуля SDF менеджеры могут отслеживать состояние запасов товарно-материальных ценностей и параметры пополнения запасов для каждого продукта в местах его складирования. Планирование закупок осуществляется одновременно с учётом ограничений по мощностям и ресурсам (машины, инструменты, люди), тогда как в системах MRP II процессы планирования необходимых материалов разделены и выполняются итерационно для получения реалистичного плана. Как следствие, это оказывает влияние на скорость процедуры планирования.

### Основной производственный план и общее планирование загрузки производственных мощностей
Модуль Master Production Scheduling (основной производственный план) даёт возможность проанализировать различные сценарии, чтобы разработать производственный план, соответствующий потребностям, как существующего портфеля заказов, так и прогнозируемого объёма продаж с учётом доступных ресурсов компании. Системы, базирующиеся на стандарте MRP II, ориентированы в большинстве своём на дискретное производство с типом «сборка на заказ», «производство на склад». Системы APS помимо вышеперечисленного способны учитывать специфику «производства под заказ», планировать непрерывное производство.
Модуль Rough Cut Capacity Planning (общее планирование загрузки мощностей) предоставляет возможность формирования «обобщенных» планов загрузки производственных мощностей на основании информации, полученной от компонента Master Production Scheduling, а также просматривать запланированные потребности в ресурсах и сравнивать их с существующими ограничениями. Это позволяет выявить все группы критических ресурсов, включая рабочую силу, оборудование, энергоресурсы, материалы и складские помещения, и сравнить альтернативные модели календарных графиков, чтобы достичь необходимого уровня использования критических ресурсов при реализации моделируемого плана. В отличие от MRP II APS-системы поддерживают распределённое планирование, при котором несколько человек могут планировать одновременно, но каждый из них несёт ответственность за определённую зону планирования (либо это отдельные машины, либо это определённый горизонт планирования).

### Планирование производства и детальное планирование загрузки производственных мощностей
Модуль Production Planning&Finite Capacity Scheduling (планирование производства и детальное планирование загрузки производственных мощностей) позволяет учитывать динамику и реальное состояние дел, чтобы формировать календарные графики в соответствии с доступностью ресурсов (оборудование, рабочая сила, хранилища, источники энергии, основные материалы).

## Основные возможности APS-систем
- Планирование с точностью до секунды
- Прямое (все производственные заказы и заказы на поставку стараются выполниться как можно раньше) и обратное планирование (заказы на производство должны завершиться к определённой дате, заказы на закупку должны выполниться к тому моменту, когда они будут использованы в производстве)
- Многоуровневая агрегация/волновое сглаживание, обеспечивающие прогнозирование сверху вниз, снизу вверх и от середины (в обе стороны)
- Корректировка прогноза может осуществляться как на уровне редактирования числовых данных, так и с помощью мыши в графическом представлении
- Может учитываться характер жизненного цикла продукта, при этом принимаются во внимание периоды освоения новых продуктов и снятия с производства старых
- Неограниченное число определяемых пользователем единиц измерения
- Множество алгоритмов и параметров расчёта пополнения запасов
- Прогнозирование и отслеживание материально-производственных запасов
- Контроль над исполнением и уведомления в графическом формате, а также в виде отчётов

## Отличия APS-систем от ERP-систем
Относительно систем класса ERP, APS служит надстройкой, которая расширяет и заменяет их функциональность в части планирования. При этом APS пользуется информацией, содержащейся в транзакционной части ERP (история продаж, информация о фактических заказах клиентов, остатках товаров на складах и др.). Иными словами, архитектура самих ERP-решений, ориентированная на транзакционную работу на базе СУБД, не рассчитана на большие объёмы вычислений над исходными данными.
В качестве источника информации о состоянии запущенных производственных заказов и мощностей могут выступать MES-системы (Manufacturing Execution Systems — системы оперативного контроля за производственным процессом, которые имеют собственный модуль детальной оптимизации ODS, используемый диспетчером для расчёта и коррекции текущих внутрицеховых производственных расписаний). По завершении процесса планирования APS-система передаёт соответствующие результаты, такие как заказы на производство, закупку и перемещение, прогнозы и т. д., в ERP-систему.